# Temnosternus
Temnosternus is een kevergeslacht uit de familie van de boktorren (Cerambycidae). De wetenschappelijke naam van het geslacht werd voor het eerst geldig gepubliceerd in 1855 door White.

## Soorten
Temnosternus omvat de volgende soorten:
- Temnosternus flavolineatus Breuning, 1939
- Temnosternus flavopunctulatus Breuning, 1966
- Temnosternus flavoscriptus McKeown, 1947
- Temnosternus grossepunctatus Breuning, 1939
- Temnosternus imbilensis McKeown, 1940
- Temnosternus niveoscriptus McKeown, 1942
- Temnosternus planiusculus White, 1855
- Temnosternus undulatus McKeown, 1942